# Desmeocraera propinqua
Desmeocraera propinqua är en fjärilsart som beskrevs av Holland 1893. Desmeocraera propinqua ingår i släktet Desmeocraera och familjen tandspinnare. Inga underarter finns listade i Catalogue of Life.